# Так говорил Заратустра
«Так говорил Заратустра. Книга для всех и ни для кого» (нем. Also sprach Zarathustra. Ein Buch für Alle und Keinen, 1883—1885) — философский роман Фридриха Ницше, начавший издаваться в 1883 году. Изначально книга состояла из трёх отдельных частей, написанных в течение года. Ницше намеревался написать ещё три части, но закончил только одну — четвёртую. После смерти Ницше все четыре части были опубликованы в одном томе.

## Название
В своём последнем сочинении «Ecce homo» (1888) Ницше написал:

Меня не спрашивали, а надо было спросить, что означает имя Заратустры именно в моих устах — в устах первого имморалиста: ведь то, в чём состоит неслыханная уникальность этого перса в истории, являет собою противоположность как раз этому. Заратустра первым увидел в борьбе добра и зла подлинный движитель всего и вся, и перевод морали на язык метафизики в качестве силы, причины, самоцели — это его рук дело. Но этот вопрос уже, по сути, заключает в себе и ответ. Заратустра создал это роковое заблуждение — мораль: следовательно, он же и должен первым его распознать.

## История написания
Идея написать данное произведение родилась у Ницше в 1881 году, причем ведущей идеей книги задумывалось «вечное возвращение» (цикличность времени). Под Заратустрой понимался автор Авесты. В 1882 году Ницше, страдая от головных болей, поселился в отеле на вилле Сан Фаустино в Рапалло (Италия, на восток от Генуи). Здесь в феврале 1883 года он написал 1 часть произведения.

## Содержание
Главный персонаж произведения носит имя Заратустра (Zarathustra — так же звали исторического персидского пророка). По прошествии 30 лет, он покидает свою родину «и озеро» и уходит в горы, где в полном одиночестве (Einsamkeit) 10 лет постигает мудрость (Weisheit). Его спутниками являлись лишь Орел и Змея. Затем, Заратустра испрашивает благословения у «великого светила» (Gestirn) и идет проповедовать людям. Первым встречным оказывается старец (Greis) из лесной хижины, который рассказывает о своей любви к Богу. Однако после завершения встречи Заратустра осознает, что «Бог умер» (Gott tot ist!). Он приходит в «ближайший город» и на рыночной площади возглашает учение о Сверхчеловеке (Übermensch). Как человек превосходит обезьяну (Affe), так сверхчеловек превосходит человека (Mensch). Таким образом, человек — это канат (Seil), натянутый между зверем (Tier) и сверхчеловеком. Это сравнение навевает развлекающий публику канатоходец (Seiltänzer). Поясняя свое учение, Заратустра отмечает, что он любит тех, кто познает, работает и изобретает, ибо так они желают собственной гибели (Untergang), то есть преодолевают самих себя. Заратустра призывает носить в себе Хаос, чтобы родить «танцующую звезду» (tanzenden Stern). Внезапно канатоходец срывается с каната и разбивается. Заратустра успокаивает умирающего, заявляя об отсутствии дьявола (Teufel) и ада, а также о смертности души. Взвалив труп на спину, Заратустра покинул город и захоронил канатоходца в дупле лесного дерева. Размышляя о провале своей проповеди, он понимает, что ему необходима не публика, а последователи. Для этого Заратустре нужно разбить «скрижали ценностей» (Tafeln der Werte) и «сманить многих из стада» (Heerde).
Далее Заратустра излагает учение о «трех превращениях» (Drei Verwandlungen) или три стадии духовного роста: верблюд (Kamel), лев (Löwe) и ребенок (Kind). На стадии верблюда дух нагружается знаниями, на стадии льва он бросает вызов великому дракону и заявляет «я хочу» (Ich will), а на стадии ребёнка он созидает «новые ценности» (neuen Werthen).
Заратустра приходит в город «пестрой коровы» (bunte Kuh). Там он критикует проповедников сна, искателей иного мира и презирающих тело, под которыми угадываются носители христианских ценностей. Заратустра учит об относительности добродетелей (Tugend) и диалектическом переходе противоположностей друг в друга, когда демоны превращаются в ангелов, в разуме обнаруживается безумие (Wahnsinn), а война и битва оказываются необходимыми. Сама культура из ценности превращается во враждебного индивиду «духа тяжести» (Geist der Schwere). Даже государство Заратустра называет «новым кумиром» (neuen Götzen), противопоставляя его народу. После критики стадного чувства (Heerde die Lust), рассуждений о женщинах и смерти он покидает город «пестрой коровы».
После критики религии, Заратустра переходит к критике равенства (Gleichheit), в основе которого лежит зависть. Привычную людям волю к истине он называет «волей к власти» (Wille zur Macht). Вернувшись из путешествия по морю к Островам Блаженных Заратустра «взвешивает» распространенное учение о трояком зле, которое состоит из сладострастия (Wollust), властолюбия (Herrschsucht) и себялюбия (Selbstsucht). Изъян он усматривает лишь в сладострастии. Затем Заратустра провозглашает «великий полдень» (grosse Mittag), который означает середину пути к сверхчеловеку.

## Основные идеи
Книга содержит ключевые идеи Ницше: Бог умер (антитеизм), сверхчеловек, воля к власти (витализм). Доктрине прогресса (поступательного развития), которая господствовала в умах европейцев с наступлением эпохи Просвещения, Ницше противопоставил учение о вечном возвращении, о цикличности любого развития. Только сверхчеловек способен с готовностью принять бесконечное возвращение однажды пережитого, включая самые горькие минуты. Отличие такого существа от обычного человека, по Ницше, в порядке отличия человека от обезьяны.

## Влияние
Подобно Библии, книга Ницше балансирует на грани между философией, прозой и поэзией. Обращаясь к «ветхой древности», автор стремился противопоставить свою книгу Библии как воплощению отжившей своё иудео-христианской морали. Книга Ницше содержит как аллюзии (смоковница, огненный столп, стада, пастухи, проповедники), так и инверсии Библии («ближние» противопоставляются «дальним», исполнение Закона сменяется его нарушением). Любопытно, что трактат Ницше и Библия — две книги, которые немецкие солдаты Первой мировой войны чаще всего носили в своих вещмешках. Ницшеанская идеология была особенно востребована Третьим рейхом. В 1934 году сестра Ницше добилась того, что Гитлер трижды посетил созданный ею музей-архив Ницше, сфотографировался почтительно смотрящим на бюст Ницше и объявил музей-архив центром национал-социалистической идеологии. Экземпляр книги Ницше «Так говорил Заратустра» вместе с «Майн Кампф» Гитлера и «Мифом двадцатого века» Розенберга был торжественно положен в склеп почившего президента Гинденбурга.

## Оценки
Семён Франк так вспоминает о своём знакомстве с книгой:

Зимой 1901-2 гг. мне случайно попала в руки книга Ницше «Так говорил Заратустра». Я был потрясён — не учением Ницше, — а атмосферой глубины духовной жизни, духовного борения, которой веяло от этой книги.
Против культа Ницше высказывался Лев Толстой. Писатель был убеждён, что увлечение идеями Ницше свидетельствует о нравственном упадке русского общества. Его тревожило, что человек, которого сам он считал душевнобольным, может совратить души молодых. В декабре 1900 года Толстой записал в дневнике:

«Читал Ницше „Заратустра“ и заметку его сестры о том, как он писал, и вполне убедился, что он был совершенно сумасшедший, когда писал, и сумасшедший не в метафорическом смысле, а в прямом, самом точном: бессвязность, перескакивание с одной мысли на другую, сравнение без указаний того, что сравнивается, начала мыслей без конца, перепрыгивание с одной мысли на другую по контрасту или созвучию, и все на фоне пункта сумасшествия — idee fixe о том, что, отрицая все высшие основы человеческой жизни и мысли, он доказывает свою сверхчеловеческую гениальность. Каково же общество, если такой сумасшедший и злой сумасшедший, признается учителем?»
— Л. Н. Толстой. Полное собрание сочинений. М., 1935. Т.54. С.77.
Польский педагог и писатель Януш Корчак в своём Дневнике, написанном в гетто, поставил задачу ответить на «книгу псевдопророка», желая доказать, что Ницше умер, находясь не только в разладе с жизнью (лишившись рассудка), но и «в мучительном разладе с правдой».

И я разговаривал, имел честь разговаривать с Заратустрой…
Тот же самый Заратустра учил меня другому. Может быть, у меня лучше слух, может, я более чутко слушал…
— Януш Корчак. ИЗБРАННОЕ. — Библиотека-Алия. 1988. ISBN 965-320-019-4. — C. 47 — 48. Пер. с польского Ю. Зимана.

## Переводы на русский язык
Первый перевод Ю. М. Антоновского (1857—1913), юриста, народовольца, соратника и человека из ближайшего окружения Н. С. Тютчева. До 1917 года этот перевод выдержал 4 издания: 1900 — Б. М. Вольфа, 1903 — тип. Альтшулера, 1907 — Ф. Вайсберга и П. Гершунина, 1911 — «Прометей» (все — Санкт-Петербург).
Также в 1900 году был издан перевод Д. Борзаковского, под ред. А. Введенского.
В последующие времена, в числе других переводов, — В. В. Рынкевича — опубликован в московском издательстве «Интербук» в 1990.
В 1994 году издательством «Прогресс» был впервые опубликован перевод Я. Э. Голосовкера, сделанный ещё в 1934 году.
Современный российский философ-германист А. Перцев в книге «Фридрих Ницше у себя дома» высказывает мнение, что практически все имеющиеся переводы Ницше на русский язык не передают адекватно не только стиль Ницше, но и смысловые нюансы его философии, а в ряде случаев прямо извращают идеи Ницше.
Замечания Перцева были разобраны и прокомментированы Свасьяном и Эбаноидзе, которые попытались продемонстрировать несуразность большинства из них.

## Музыка
По мотивам книги Ницше написана симфоническая поэма Рихарда Штрауса «Так говорил Заратустра». Первые аккорды этой поэмы используются в фильмах «Космическая одиссея 2001 года» и «Будучи там», и телепередаче «Что? Где? Когда?».
На слова из книги Ницше композитор Фредерик Делиус сочинил ораторию «Месса живых».
Густав Малер включил в состав Третьей симфонии «полуночную песнь» Заратустры.
В 1998 г. Юрий Ханон завершил масштабную двухчасовую фреску «Что сказал Заратуштра» по книге Ницше с парадоксальным жанровым определением «церковный зингшпиль» (или клерикальная оперетта).
В 2017 г. словенская индастриал-группа Laibach выпустила альбом «Also sprach Zarathustra», изначально записанный как саундтрек к одноименной театральной постановке Матьяза Бергера по книге Ницше.
В 2020 г. группа «Ночная трость» выпустила музыкальный альбом «На блаженных островах» на одноимённую главу произведения Ницше, тем самым посмертно исполнив желание Константина Ступина написать хотя бы одну композицию по книге «Так говорил Заратустра».

## Экранизации
У книги есть вольная экранизация 2001 года в виде короткометражного арт-хаусного фильма, снятого Йоном Вомитом.

## В астрономии
В честь персонажей романа Зулейки и Дуду названы астероиды (563) Зулейка и (564) Дуду, открытые в 1905 году немецким астрономом Паулем Гёцем в Гейдельбергской обсерватории.

## Живопись
По мотивам книги Ницше написан цикл картин и графических работ Леной Хейдиз. Картины из цикла художницы неоднократно публиковались в зарубежных философских изданиях и монографиях, посвящённых философии Ницше.

## Видеоигры
Многочисленные идеи из произведения «Так говорил Заратустра» и других философских трактатов Ф. Ницше нашли отражение в серии японских ролевых игр Xenosaga. В частности, третий эпизод был назван именно в честь данной книги.